# Kachua (underdistrikt i Khulna)
Kachua är ett underdistrikt i Bangladesh.   Det ligger i provinsen Khulna, i den södra delen av landet, 130 km söder om huvudstaden Dhaka. Antalet invånare är 93 249. Arean är 132 kvadratkilometer.
Terrängen i Kachua är mycket platt.
Trakten runt Kachua består huvudsakligen av våtmarker. Runt Kachua är det mycket tätbefolkat, med 1 056 invånare per kvadratkilometer.